# Abdul Majid Kaabar
Abdul Majid Kaabar, né le 9 mai 1909 à Tripoli et mort le 4 octobre 1988, est un homme politique libyen d'origine circassienne.
Il est Premier ministre de la Libye du 26 mai 1957 au 17 octobre 1960.

## Biographie
Kaabar a gravi les échelons politiques dans la Tripolitaine jusqu'à sa nomination en tant que membre de l'Assemblée nationale constituante en 1950. Lors des premières élections générales libyennes de 1952, il devient membre du Parlement et exerce les fonctions de président de la Chambre jusqu'à ce qu'il devienne Premier ministre en 1957. 
Un scandale financier, centré sur le coût d'une route en construction dans le Fezzan, à Sabha, provoque sa chute. Le projet, d'un budget de 5,3 millions de dollars, devait être achevé en trois ans. Les dépassements ont conduit à des estimations ultérieures triplant le coût initial. Craignant un vote de censure, Kaabar démissionne en 1960.